# Nikolaus Arresdorf
Nikolaus Arresdorf OFMConv. (* um 1545 in Limpach, Luxemburg; † 28. März 1620 vermutlich in Münster) war katholischer Geistlicher und Weihbischof in den Bistümern Münster, Hildesheim, Paderborn sowie im Erzbistum Köln.

## Leben
Nikolaus Arresdorf wurde in Limpach im damaligen Erzstift Trier geboren, trat in den Orden der Franziskaner-Minoriten ein, bekleidete von 1584 bis 1587 das Amt des Provinzials der Kölner Minoritenprovinz und ist für 1590/91 als Guardian des Bonner Minoritenklosters bezeugt. Zu diesem Zeitpunkt und in Abstimmung mit dem Apostolischen Nuntius in Köln, Ottavio Mirto Frangipani, schlug der Fürsterzbischof von Köln und Diözesanadministrator von Münster, Kurfürst Ernst von Bayern, dem Heiligen Stuhl Arresdorf als Weihbischof in Münster vor. Frangipani unterbreitete diesen Vorschlag am 31. Januar 1591 dem Kardinalnepoten Paolo Camillo Sfondrato (1559–1618), der den Vorschlag an Kardinal Giovanni Ludovico Madruzzo, den Protector Germaniae weiterleitete. Dennoch sollte es noch nahezu zwei Jahre dauern, bis Arresdorf von Papst  Clemens VIII. im Konsistorium vom 27. November 1592 zum Titularbischof von Akka und Weihbischof für das Bistum Münster präkonisiert wurde. In den ersten Wochen des Jahres 1593 empfing Arresdorf die Bischofsweihe und begann am 13. März 1593 seine Weihetätigkeit. Um seinen wirtschaftlichen Unterhalt zu sichern, erhielt der neue Weihbischof die Pfarrei St. Lamberti in Münster als Benefizium.

## Wirken als Weihbischof
Bereits 1601 wurde Arresdorf von Ernst von Bayern zum Vorsitzenden des Geistlichen Rates berufen, um die durch das Tridentinische Konzil eingeleitete Erneuerung im Bistum Münster voranzutreiben. Dessen Neffe und Nachfolger, Fürstbischof Ferdinand von Bayern, betraute Arresdorf zudem 1613 mit der Leitung und zusammen mit Generalvikar Johannes Hartmann mit der Durchführung der Bistumsvisitation, deren von Arresdorf protokollierte Ergebnisse bis heute für die Beurteilung der Zeitgeschichte außerordentlich aufschlussreich sind. Neben dem Bistum Münster wirkte Arresdorf als Weihbischof auch in den Bistümern Hildesheim und Paderborn sowie im Erzbistum Köln. In seiner Amtszeit spendete er über zweieinhalbtausend Weihen, darunter mehrere Abtsweihen und 390 Priesterweihen.

## Tod und Nachlass
Sein Amt übte Arresdorf bis zwei Wochen vor seinem Tode aus; er verstarb am 28. März 1620 (vermutlich in Münster) und wurde vor dem Chor der Minoritenkirche in Münster beigesetzt. Seine für damalige Verhältnisse sehr umfangreiche Bibliothek – darunter allein 470 theologische Werke – hinterließ er den Minoriten in Münster; sie gilt bis heute als verschollen.